# Archophileurus simplex
Archophileurus simplex är en skalbaggsart som beskrevs av Bates 1888. Archophileurus simplex ingår i släktet Archophileurus och familjen Dynastidae. Inga underarter finns listade.